# Phygadeuon brevitarsis
Phygadeuon brevitarsis là một loài tò vò trong họ Ichneumonidae.